# Saint-Sériès
Saint-Sériès è un comune francese di 921 abitanti situato nel dipartimento dell'Hérault nella regione dell'Occitania.

## Società

### Evoluzione demografica
Abitanti censiti